# 山口平四郎
山口 平四郎（やまぐち へいしろう、1910年（明治43年）1月9日 - 2010年（平成22年）1月17日）は、日本の地理学者。立命館大学名誉教授。元人文地理学会会長。授勲勲三等瑞宝章。
日本において第二次世界大戦前から一貫して交通地理学研究を続けてきた唯一の人物。人文地理学会の発足に参画し、機関紙「人文地理」の発刊と頒布にも尽力。

## 来歴・人物
陸軍中将・山口勝の四男として神奈川県横須賀市に生まれる。山口家の本拠は東京にあったが、父が軍人だった関係で小学校を2度転校した。小学生時より地理に関心を持ち、世界の高山や大河を表にしたり、国々や都市の人口、産物、鉄道などの統計を収集したりした。東京開成中学校を経て、1927年（昭和2年）4月、浦和高等学校文科甲類入学。高校時代には東京高等師範学校教授であった内田寛一の授業を受け、このことが後の進路にも影響した。
1930年（昭和5年）4月、京都帝国大学文学部史学科入学。直後肺尖カタルに罹患し帰郷、湘南地方や駿河湾岸各地で8ヶ月の転地療養生活を送る。復学後地理学を専攻し、卒業論文では療養時の経験を生かして「清水港の交通地理的研究」をテーマとした。1934年（昭和9年）4月、京都帝国大学大学院入学（1939年3月まで在籍）。在学中は小牧實繁の指導を受け、伊豆半島全域の交通に関する実地調査や、日本における石炭輸送の空間的構造の解明に取り組んだ他、1936年（昭和11年）には満鉄に勤めていた従兄の依頼を受け、九州諸港における対満州貿易の実態調査も行った。
1938年（昭和13年）4月、東北学院高等部教授に採用され、仙台に赴任。1939年（昭和14年）8月、歩兵第1連隊留守隊（東京）に応召。ノモンハン戦線に送り込まれる予定であったが、停戦協定の締結により、内地勤務のまま1941年（昭和16年）11月に招集解除。1942年（昭和17年）3月、勤務先であった東北学院を依願退職。
軍機密の問題から日本国内での地域調査が困難となっていた情勢を鑑み、同年4月満鉄に就職、調査部職員として大連に赴任。北鮮三港（羅津・雄基・清津）の背後地や、北満州の農村などを調査した。1945年（昭和20年）7月、歩兵上等兵として瀋陽の連隊に応召するが、同年8月の日本敗戦により招集解除。満鉄接収により中国長春鉄路公司経済調査局の研究員となり、ソ連人管理官の下で執務。1947年（昭和22年）1月、日本へ引き揚げ。大連出発の際には文章を綴った紙類の持出しを厳禁され、満州での調査記録や収集資料一切の処分を余儀なくされた。
帰国後、学生時代の伝手で京都を訪ね、同年5月から立命館第一中学校教諭として再び教壇へ。その後、立命館専門学校教授、立命館大学文学部講師、同助教授を経て1950年（昭和25年）2月、同教授に昇任。この間1948年（昭和23年）3月に西日本地理学会の改組により人文地理学会が発足、財政基盤が脆弱な上に機関紙の出版社が相次いで倒産するなど、困難な状況にありながらも学会維持のために尽力した。
1959年（昭和34年）4月、文学部長・学校法人立命館理事に就任（1960年3月まで）。1962年（昭和37年）3月、学位請求論文「交通地理の研究」により文学博士（京都大学）。1965年（昭和40年）4月、文学部長・学校法人立命館理事に再任（1967年3月まで）。1970年（昭和45年）11月、人文地理学会会長に就任（1972年11月まで）。1975年（昭和50年）3月、定年により立命館大学を退職するが、その後も特別任用教授として5年間教壇に立ち続け、1980年（昭和55年）4月名誉教授となる。
1985年（昭和60年）4月、勲三等瑞宝章を受章。2010年（平成22年）1月、老衰により死去。享年100。
長兄は二・二六事件で無期禁固の判決を受けた陸軍大尉・山口一太郎。
次兄は渡邉鉄次郎千代田生命保険東京西支社長。
三兄は山口清三郎生物博士

## 研究の特徴
地理学者の青木栄一は、山口について「研究の特徴は、交通現象を地域の性格との関連で歴史地理学的に把握しようとするところにあり、総合的、体系的な考察を目指した。山口の主要な研究分野であった陸上交通網のルート変遷や港湾の立地とヒンターランドの変化に関する論文をみると、関連する地域の経済（産業）の状態や自然条件を記述し、これにそれぞれの時代の土木技術、交通技術の進歩を加味して、陸上交通網や港湾の立地を説明している。「線的な本質を持つ交通現象を、地域との関連で面的にとらえてこそ、地理的な方法といえる」（(山口平四郎『交通地理の方法』, p. 467-494、とくにp.467)）というのが山口の交通地理学の基盤にあった」としている。

## 著書

### 単著
- 『海洋の地理』（大明堂、1969年）
- 『交通地理の基礎的研究』（大明堂、1974年）
- 『港湾の地理』（古今書院、1980年）

### 編著
- 『農業と牧畜』（柳原書店、1950年）
- 『アジア・ソ連（世界地誌叢書第二巻）』（柳原書店、1952年）
- 『経済地理III―交通・商業・都市』（大明堂、1966年）
- 『新訂経済地理III―交通・商業・都市』（大明堂、1982年）